# Патрісія Клорті
Патрісія Клорті (англ. Patricia (Pat) Cloherty) — американська бізнесвумен, фінансист приватного капіталу. Вона була головою та генеральним директором Delta Private Equity Partners.
Клорті керувала інвестиційним фондом США та фондом «Дельта-Росія», а також двома російськими венчурними фондами. У 2004 році Клорті була визнана бізнесвумен року Американською торговою палатою в Росії. У 2007 році Крейнс Нью Йорк Бізнес (англ. Crain's New York Business) назвав її однією з найпотужніших жінок у Нью-Йорку. У 2008 році Клорті отримала Орден Дружби.

## Біографія
У 1963 році Патрісія Клорті здобула ступінь бакалавра коледжу для жінок (нині частина університету Сан-Франциско) у Сан-Франциско та два ступені магістра Колумбійського університету.
У 1969 році вона почала працювати у венчурному капіталі в Patricof & Co. Ventures (пізніше Apax Partners). Згодом вона стала партнером, а пізніше президентом та співголовою фірми.
У 1977 році Клорті була призначена заступником адміністратора Джиммі Картера в Адміністрації Малого бізнесу США. У 1979 році разом з чоловіком вона заснувала Tessler & Cloherty, яка спеціалізується на малих підприємствах.
У 1998 році вона стала головою, а в 2004 році головним виконавчим директором Генерального партнера інвестиційного фонду США: Delta Private Equity Partners.
Пізніше Клорті стала директором Nyse Euronext. У 2006 та 2007 роках Apax на чолі з Клорті був включений до списку Midas List — 100 торговців угод та інвесторів року журналу Forbes.